# Boloria onorensis
Boloria onorensis är en fjärilsart som beskrevs av Matsumura 1925. Boloria onorensis ingår i släktet Boloria och familjen praktfjärilar. Inga underarter finns listade i Catalogue of Life.